# 藻琴車站
藻琴車站（日语：／ Mokoto eki */?）是一由北海道旅客鐵道（JR北海道）所經營的鐵路車站，位於日本北海道網走市境內，是釧網本線沿線的一個無人車站。藻琴車站隸屬JR北海道釧路支社管轄範圍，由知床斜里車站管理。
藻琴車站的站名源自阿伊努語的「mo-kor-to」（睡眠的湖）、「po-kor-to」（有小孩的湖）或「muk-to」（阻塞的湖）。

## 簡介
雖然在1992年廢除簡易委託化之後，就成為無人車站，但藻琴車站內設有一家咖啡店「輕食與咖啡 小火車」（軽食＆喫茶 トロッコ）。
與許多北海道道北或道東地區的車站同樣，藻琴車站在過去也曾是輕便軌道鐵路線與日本國鐵路線的銜接車站。1935年時殖民軌道東藻琴線通車，連結藻琴車站與位於舊東藻琴村（今大空町一部份）的東藻琴車站。之後殖民軌道東藻琴線更名為東藻琴村營軌道（今網走交通巴士前身），並於1961年時廢線，改以一般公路客運代替，藻琴車站也不再具有鐵路轉運車站的地位。

## 歷史
在2007年至2008年期間，曾經在藻琴及濱小清水之間進行雙模式車輛的試營運，但2009年之後就已停辦。
- 1924年（大正13年）11月15日 - 以國有鐵道車站的身份開始營業，屬一般車站等級。
- 1935年（昭和年）10月11日 - 連往舊東藻琴村的殖民軌道路線正式通車。
- 1961年（昭和年）10月5日 - 東藻琴村營軌道藻琴～東藻琴間路段廢線。
- 1982年（昭和年）9月10日 - 停辦貨運服務。
- 1984年（昭和年）2月1日 - 停辦行李托運服務。
- 1986年（昭和年）11月1日 - 車站簡易委託化。
- 1987年（昭和62年）4月1日 - 國鐵分割民營化後，由JR北海道繼承。
- 1992年（平成4年）4月1日 - 車站完全無人化。

## 車站周邊
- 咖啡館「輕食與咖啡 小火車」- 一家使用車站舊辦公室改裝而成的咖啡店
- 國道244號
- 北海道道102號網走川湯線
- 網走警察署藻琴派出所
- 藻琴郵政局
- 網走市立第四中學
- 網走市立東小學
- 日本食品包裝道東工廠（日本火腿關係企業）
- 東北海道日野汽車網走辦公室
- 藻琴湖
- 網走巴士、網走觀光交通「藻琴車站前」車站

## 相鄰車站
北海道旅客鉄道（JR北海道）
■釧網本線
快速「知床」、普通
鱒浦（B78）－藻琴（B77）－北濱（B76）

## 外部連結
- （日語）JR北海道 – 藻琴車站（页面存档备份，存于）
- （日語）全驛參觀之旅 （页面存档备份，存于）